# Revista Fierro

Logo da Revista Fierro, na sua primeira fase, de 1984 a 1992

Fierro foi uma revista em quadrinhos publicada na Argentina, com dois períodos distintos: a primeira fase, de 1984 a 1992, quando foi publicado pela editora La Urraca, e uma segunda, que começou em 2006 como um suplemento do jornal Página/12, e continuou publicado até março de 2017.

## Primera fase (1984–1992)
A primeira fase da revista foi publicada pela Ediciones de la Urraca entre setembro de 1984 e dezembro de 1992. Foram editadas 100 edições, dois livros de coletâneas e edições especiais sobre quadrinistas argentinos, além de alguns suplementos. Inicialmente, o nome da revista era "Fierro a Fierro", fazendo referência às revistas Métal Hurlant e Heavy Metal. Também faz referência ao poema "Martín Fierro", de José Hernández. O principal objetivo da revista era reunir o melhor da produção de quadrinhos argentina e mundial, além de dar espaço para novos autores.

## Segunda fase (2006–2017)
Em outubro de 2006, a revista Fierro voltou a ser publicada, dessa vez como suplemento opcional do jornal Página/12. A primeira edição se esgotou em apenas cinco dias, sendo reimpresso. Em 2012, a revista ganhou o prêmio brasileiro Troféu HQ Mix na categoria "Destaque latino-americano".
Em março de de 2017 foi publicado o último número da Fierro.

## Versão brasileira
A editora brasileira Zarabatana lançou em 2011 a versão nacional da Fierro, denominada "Fierro Brasil". A revista é publicada semestralmente e tem 160 páginas. A revista publica tanto histórias publicadas originalmente na Argentina quanto produções de quadrinistas brasileiros.